# 매드 머니
《매드 머니》(영어: Mad Money)는 미국에서 제작된 캘리 쿠리 감독의 2008년 범죄 코미디 영화이다. 다이앤 키턴 등이 출연하였고, 프랭크 더마티니 등이 제작에 참여하였다.

## 출연진
- 다이앤 키턴
- 퀸 라티파
- 케이티 홈스
- 테드 댄슨
- 로저 크로스
- 애덤 로선버그
- 스티븐 루트
- J. C. 매켄지
- 크리스토퍼 맥도널드
- 피네스 미첼
- 메건 페이

## 기타 제작진
- 배역: 주니 라우리존슨
- 미술: 브렌트 토머스
- 세트: 비라 밀스
- 의상: 수지 디샌토